# Stado

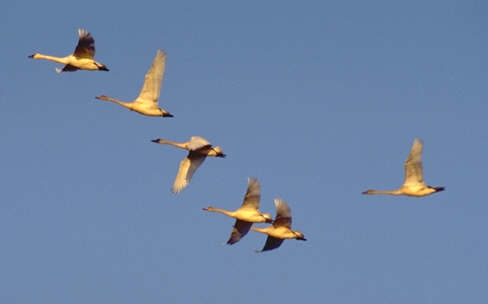
Stado łabędzi formujące charakterystyczny klucz

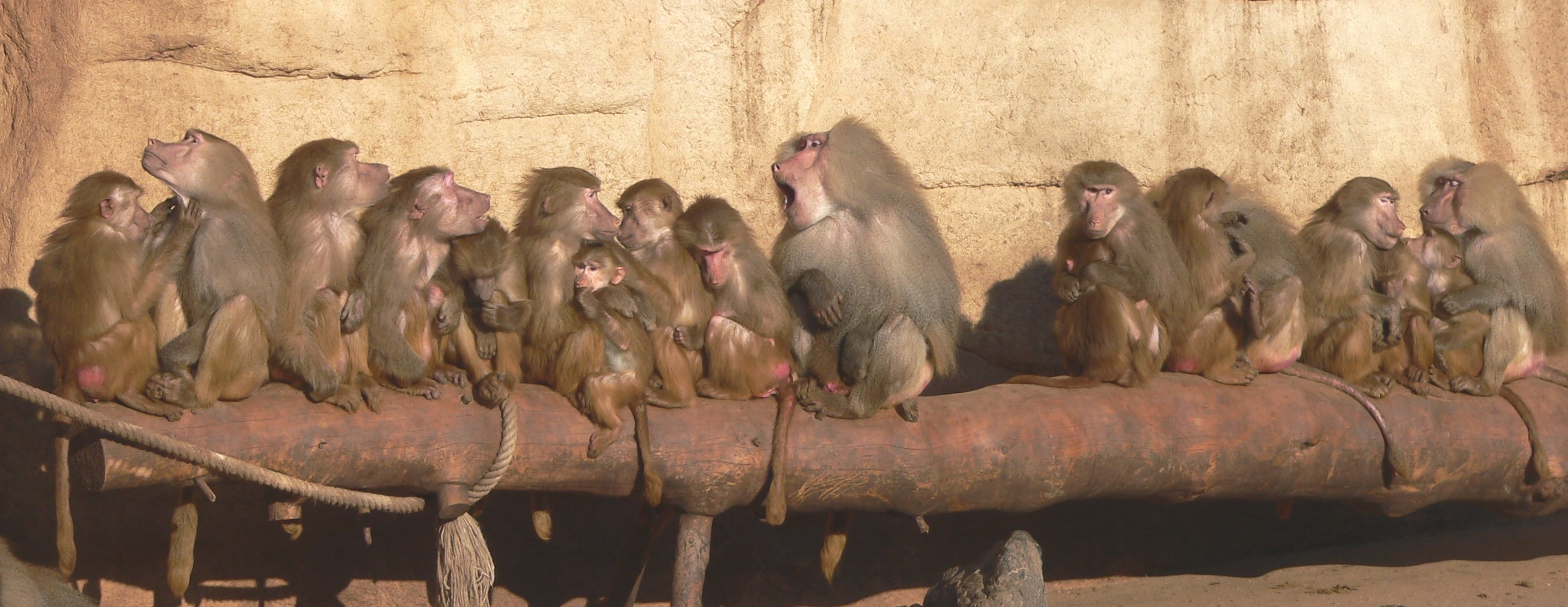
Pawiany płaszczowe tworzą stada haremowe

Stado – grupa osobników tego samego, rzadziej różnych gatunków zwierząt, żyjąca na określonym terytorium, związana mniej lub bardziej zaawansowaną formą organizacji społecznej. Łączenie się osobników w stada jest najczęściej związane z rozrodem. Do zwierząt stadnych należy wiele gatunków kręgowców, głównie spośród ssaków, ptaków i ryb. U wilków i dzików stado nazywane jest watahą. Duże stado ryb to ławica.

## Typy i liczebność stad

### Podstawowe stado rodzinne
Podstawowym i najczęściej występującym typem stada jest grupa rodzinna złożona z matki lub kilku matek i ich najmłodszego potomstwa oraz – czasami – samca lub samców. Najmniejsze takie stada składają się z kilku osobników. Samce większości gatunków wiążą się z taką grupą tylko na czas rozrodu. Przewodnikiem stada jest zwykle matka (lub najstarsza z matek). 

### Luźne stada samców
Młode samce wielu gatunków po osiągnięciu dojrzałości są odganiane ze stada rodzinnego i często łączą się w stada samców-kawalerów. Takie grupy zwykle wędrują wzdłuż granic terytoriów opanowanych przez starsze osobniki. Z czasem poszczególne samce odłączają się, aby podjąć próbę zdobycia własnego terytorium.

### Stada wielopokoleniowe
Gatunki o nieco wyższym stopniu organizacji społecznej tworzą stada, w których wytwarzają się silniejsze więzi pomiędzy osobnikami. Powstają wówczas grupy kilkunastu do kilkudziesięciu osobników, wśród których dochodzi do ustalenia hierarchii. Przewodnikiem może być najstarsza samica lub najsilniejszy – zwykle również najstarszy – samiec, tzw. alfa. Dorastająca młodzież nie jest zmuszana do odejścia, dzięki czemu grupa staje się z upływem czasu stadem wielopokoleniowym. Struktura hierarchii stada bywa różna u poszczególnych gatunków. Najbardziej skomplikowane formy takich struktur wytworzyły się wśród naczelnych.  

### Łączenie się stad

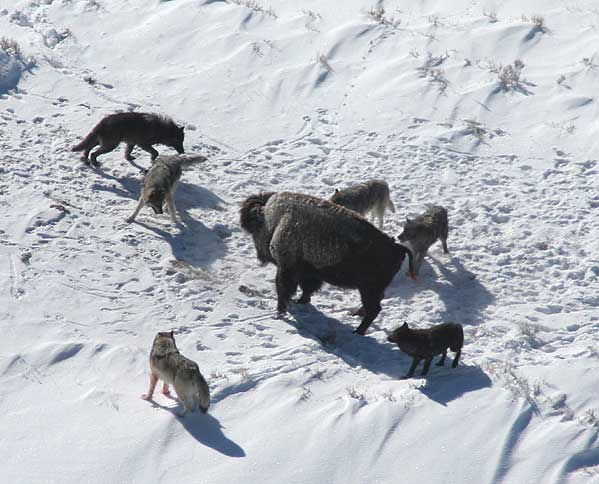
W stadzie łatwiej upolować dużą zdobycz

W okresach niesprzyjających warunków zwierzęta stadne mogą łączyć się w znacznie większe społeczności zmniejszając swój areał osobniczy na rzecz zwiększenia bezpieczeństwa lub – częściej – szans znalezienia pożywienia. Gnu pręgowane tworzą wielotysięczne stada wędrowne.

## Korzyści
Przyczyny skłaniające do przebywania w grupie są różne. Zwierzęta łączą się w stada na czas rozrodu, czasami na dłużej. U ssaków podstawowym elementem grupotwórczym jest relacja matka-potomstwo wynikająca z ssania mleka. Okres uzależnienia młodego od matki sprzyja tworzeniu się trwałych więzi, co może skutkować budowaniem coraz bardziej skomplikowanych struktur społecznych. Wspólne wychowywanie potomstwa, wzajemna pomoc w niebezpieczeństwie, wspólne polowania – wszystko to zwiększa szanse każdego z członków stada. 

## Zootechnika
W zootechnice terminem stado określana jest grupa zwierząt hodowlanych jednej rasy przebywająca na wspólnym terenie (stado owiec, stado krów) lub przeznaczonych do spełnienia określonej roli (stado zarodowe, stado reprodukcyjne, stado użytkowe).